# Gilles Marchand
Gilles Marchand (Marseille, 18 de junho de 1963) é um cineasta e roteirista francês.